# Ефремов, Лев Григорьевич
Лев Григорьевич Ефремов (род. 28 декабря 1954, Красномыльское, Курганская область) — советский и российский государственный деятель, председатель Курганской областной Думы II созыва, член Совета Федерации Федерального Собрания Российской Федерации, работал в комитете по вопросам экономической политики.

## Биография
Лев Григорьевич Ефремов родился 28 декабря 1954 года в селе Красномыльском Красномыльского сельсовета Шадринского района Курганской области, ныне село входит в Шадринский муниципальный округ той же области.
С 1977 года член КПСС.
В 1977 году окончил Челябинский институт механизации и электрификации сельского хозяйства и получил диплом инженера-механика сельского хозяйства. После окончания института вернулся в совхоз «Красная Звезда» (село Красная Звезда Краснозвездинского сельсовета Шадринского района Курганской области), где работал старшим инженером, затем главным инженером совхоза.
В 1981 году назначен директором совхоза «Шадринский».
В 1987 году избран вторым секретарём Шадринского райкома КПСС. Избирался членом бюро райкома, горкома, обкома КПСС, депутатом Шадринского районного Совета народных депутатов.
В 1988 году возглавил Шадринское агропромышленное объединение «Исеть».
В 1990 году избран депутатом Курганского областного Совета народных депутатов, членом Малого Совета Курганского областного Совета народных депутатов.
27 марта 1994 года избран депутатом Курганской областной Думы первого созыва по Шадринскому западному избирательному округу № 6. Председатель постоянной комиссии по экономической политике
24 ноября 1996 года избран депутатом Курганской областной Думы второго созыва по избирательному округу № 12 (Шадринскому). Председатель Курганской областной Думы II созыва.
25 декабря 1996 года вошёл в состав Совета Федерации Федерального Собрания Российской Федерации, работал в комитете по вопросам экономической политики (полномочия прекращены с 26 апреля 2001 года).
В мае 1998 года был утверждён представителем Совета Федерации РФ в Постоянной комиссии Межпарламентской Ассамблеи государств-участников СНГ по экономике и финансам.
14 октября 1998 года подписал обращение членов Совета Федерации к Президенту Ельцину с требованием добровольной отставки.
В 2000 году баллотировался кандидатом на пост губернатора Курганской области, в первом туре выборов 26 ноября занял третье место среди пяти кандидатов (16,6 % голосов избирателей) и выбыл из дальнейшей борьбы.
По истечении срока полномочий в областной Думе Лев Григорьевич был на хозяйственной работе
Как самовыдвиженец на выборах 28 ноября 2004 года избран депутатом Шадринской городской Думы IV созыва (2004—2010 годы) по избирательному округу № 18, набрав 25,17 % (369 голосов); заместитель председателя Шадринской городской Думы.
Как самовыдвиженец баллотировался в депутаты Курганской областной Думы V созыва от одномандатного избирательного округа №7, Шадринский избирательный округ 1 (город Шадринск). На выборах 14 марта 2010 года занял 3-е место, набрав 12,94 % (1917 голосов); победителем стал кандидат от партии «Единая Россия» Морковкин Николай Евгеньевич, получивший 48,50 % (7187 голосов)

### Награды
- Орден «Знак Почёта», 1987 год
- Медаль «В память 850-летия Москвы»[2]
- Почётная Грамота Совета Федерации Федерального Собрания Российской Федерации, 16 мая 2001 года, за активное участие в законотворческой деятельности Совета Федерации[3]

### Хобби, увлечения
Увлечение — охота, историческая литература. Любит отдыхать на природе.
Атеист. Любимое изречение: «Кто хочет работать — ищет средства, кто нет — причины».

## Семья
- Отец — Герой Социалистического Труда Григорий Михайлович Ефремов (1916—1978), с 1957 по 1978 директор совхоза «Красная Звезда» Шадринского района.
- Мать — Зоя Леонидовна, экономист совхоза «Красная Звезда», который по её инициативе перешёл на хозрасчёт в 1960-е гг., награждена орденом Трудового Красного Знамени.
- Брат — Герой Социалистического Труда Александр Григорьевич Ефремов (род. 30 ноября 1946 г.), заместитель министра сельского хозяйства РФ (1991—1996).
- Брат — Михаил Григорьевич Ефремов (род. 10 февраля 1951 г.), с 1996 г. директор сельскохозяйственного производственного кооператива «Красная Звезда».
- Брат — Георгий Григорьевич Ефремов, учёный, кандидат наук.
- Жена — Галина Васильевна, экономист.
  - Старшая дочь — Зоя (род. 1972)
  - Средняя дочь — Наталья (род. 1981)
  - Младшая дочь — Надежда (род. 1983)